# Liste der Kirchengebäude im Dekanat Vilshofen
Liste der Kirchengebäude im Dekanat Vilshofen im Bistum Passau.

## Liste der Kirchengebäude
| Bild    | Pfarrkirche                                                          | Ort                                                                     | Patrozinium          | Pfarrverband                                                  | Nebenkirchen und Kapellen | Orden                                                               | Anmerkungen |
| ------- | -------------------------------------------------------------------- | ----------------------------------------------------------------------- | -------------------- | ------------------------------------------------------------- | --- | ------------------------------------------------------------------- | ----------- |
|         | Pfarrkirche St. Petrus und Paulus (Aicha vorm Wald)                  | Aicha vorm Wald Liste der Baudenkmäler in Aicha vorm Wald               | Peter und Paul       | Aicha vorm Wald – Eging am See – Expositur Thannberg          | |                                                                     |             |
|         | Pfarrkirche St. Agatha                                               | Aidenbach Liste der Baudenkmäler in Aidenbach                           | Agatha               | Aidenbach – Beutelsbach                                       | Friedhofs- und Wallfahrtskapelle Mariä Himmelfahrt in Aidenbach Kapelle St. Martin in Heft Kirche (?) in Mistlbach |                                                                     |             |
| weitere | Pfarrkirche Mariä Himmelfahrt, ehemaliges Klostergebäude Aldersbach  | Aldersbach Liste der Baudenkmäler in Aldersbach                         | Mariä Himmelfahrt    | Aldersbach – Pörndorf – Uttigkofen – Walchsing                | Filialkirche St. Nikolaus in Gainstorf Schlosskapelle St. Anna im Schloss Haidenburg Wallfahrtskapelle zum Herrgott auf der Hochstraß in Haidenburg Filialkirche St. Nikolaus in Heinrichsdorf Kirche St. Otmar in Kriestorf Ehemalige Pfarrkirche St. Peter in Sankt Peter |                                                                     |             |
|         | Pfarrkirche St. Bartholomäus                                         | Pörndorf (Aldersbach) in Aldersbach                                     | Bartholomäus         | Aldersbach – Pörndorf – Uttigkofen – Walchsing                | |                                                                     |             |
|         | Pfarrkirche Mariä Himmelfahrt                                        | Uttigkofen in Aldersbach                                                | Mariä Himmelfahrt    | Aldersbach – Pörndorf – Uttigkofen – Walchsing                | |                                                                     |             |
|         | Pfarrkirche St. Michael (Walchsing)                                  | Walchsing in Aldersbach                                                 | Michael              | Aldersbach – Pörndorf – Uttigkofen – Walchsing                | |                                                                     |             |
|         | Pfarrkirche St. Georg                                                | Beutelsbach (Niederbayern) Liste der Baudenkmäler in Beutelsbach        | Georg                | Aidenbach – Beutelsbach                                       | Kapelle St. Pankratius in Hinterskirchen |                                                                     |             |
|         | Pfarrkirche St. Ägidius                                              | Eging am See Liste der Baudenkmäler in Eging am See                     | Ägidius              | Aicha vorm Wald – Eging am See – Expositur Thannberg          | |                                                                     |             |
|         | Pfarrkirche Mariä Himmelfahrt im Schloss Fürstenstein (Fürstenstein) | Fürstenstein Liste der Baudenkmäler in Fürstenstein                     | Mariä Himmelfahrt    | Fürstenstein – Nammering                                      | Filialkirche St. Laurentius in Kapfham |                                                                     |             |
|         | Pfarrkirche St. Florian                                              | Nammering in Fürstenstein                                               | Florian              | Fürstenstein – Nammering                                      | |                                                                     |             |
|         | Pfarrkirche Mariä Himmelfahrt                                        | Hofkirchen (Donau) Liste der Baudenkmäler in Hofkirchen (Donau)         | Mariä Himmelfahrt    | Garham – Hofkirchen                                           | Wallfahrtskirche Mater Dolorosa in Hofkirchen |                                                                     |             |
|         | Pfarrkirche St. Nikolaus                                             | Garham (Hofkirchen) in Hofkirchen (Donau)                               | Nikolaus             | Garham – Hofkirchen                                           | |                                                                     |             |
|         | Pfarrkirche Mariä Himmelfahrt                                        | Ortenburg Liste der Baudenkmäler in Ortenburg                           | Mariä Himmelfahrt    | Dorfbach – Ortenburg                                          | Kapelle St. Koloman in Kollmann Filialkirche St. Luzia in Maierhof Wallfahrtskirche Mariä Himmelfahrt in Sammarei Filialkirche St. Philipp und Jakob in Söldenau | Benediktinerinnen der Anbetung                                      |             |
|         | Pfarrkirche St. Johannes von Nepomuk                                 | Dorfbach (Ortenburg) in Ortenburg                                       | Johannes von Nepomuk | Dorfbach – Ortenburg                                          | |                                                                     |             |
|         | Pfarrkirche St. Andreas                                              | Holzkirchen (Ortenburg) in Ortenburg                                    | Andreas              | Holzkirchen – Neustift – Unteriglbach – Expositur Oberiglbach | |                                                                     |             |
|         | Pfarrkirche St. Anna                                                 | Neustift (Ortenburg) in Ortenburg                                       | Anna                 | Holzkirchen – Neustift – Unteriglbach – Expositur Oberiglbach | | Kloster St. Scholastika Neustift der Benediktinerinnen der Anbetung |             |
|         | Pfarrkirche St. Vitus                                                | Unteriglbach                                                            | Vitus                | Holzkirchen – Neustift – Unteriglbach – Expositur Oberiglbach | |                                                                     |             |
|         | Filialkirche St. Martin                                              | Oberiglbach                                                             | Martin               | Holzkirchen – Neustift – Unteriglbach – Expositur Oberiglbach | |                                                                     |             |
|         | Stadtpfarrkirche St. Johannes der Täufer (Vilshofen an der Donau)    | Vilshofen an der Donau Liste der Baudenkmäler in Vilshofen an der Donau | Johannes der Täufer  | Aunkirchen – Sandbach – Vilshofen                             | Friedhofskirche St. Barbara in Vilshofen Wallfahrtskirche Maria Hilf in Vilshofen Filialkirche St. Magdalena in Hausbach (Vilshofen an der Donau) Filialkirche St. Nikolaus in Schönerting                                                                                  | Abtei Schweiklberg der Benediktinerkongregation von St. Ottilien    |             |
|         | Pfarrkirche St. Joseph                                               | Alkofen in Vilshofen an der Donau                                       | Joseph               | Alkofen – Pleinting                                           | Wallfahrtskapelle (Bründlkapelle) |                                                                     |             |
|         | Pfarrkirche Hl. Kreuzauffindung                                      | Aunkirchen in Vilshofen an der Donau                                    | Kreuzauffindung      | Aunkirchen – Sandbach – Vilshofen                             | |                                                                     |             |
|         | Pfarrkirche St. Stephan                                              | Pleinting in Vilshofen an der Donau                                     | Stephan              | Alkofen – Pleinting                                           | Wallfahrtskapelle Maria Hilf Friedhofskapelle St. Stephan Dreifaltigkeitskapelle |                                                                     |             |
|         | Pfarrkirche Hl. Dreifaltigkeit                                       | Sandbach (Vilshofen an der Donau) in Vilshofen an der Donau             | Dreifaltigkeit       | Aunkirchen – Sandbach – Vilshofen                             | Filialkirche St. Nikolaus und Martin |                                                                     |             |
|         | Pfarrkirche St. Jakobus der Ältere                                   | Windorf Liste der Baudenkmäler in Windorf                               | Jakobus der Ältere   | Otterskirchen – Rathsmannsdorf – Windorf                      | Filialkirche St. Georg in Gaishofen Filial- und Wallfahrtskirche Vierzehn-Nothelfer in Neuhofen (Windorf) |                                                                     |             |
|         | Pfarrkirche St. Michael                                              | Otterskirchen in Windorf                                                | Michael              | Otterskirchen – Rathsmannsdorf – Windorf                      | |                                                                     |             |
|         | Pfarrkirche St. Ulrich                                               | Rathsmannsdorf in Windorf                                               | Ulrich               | Otterskirchen – Rathsmannsdorf – Windorf                      | |                                                                     |             |